# Патара-Памаджі
Патара-Памаджі (груз. პატარა პამაჯი) — село в Грузії.
За даними перепису населення 2014 року в селі проживає 454 особи.